# Ōru yomimono

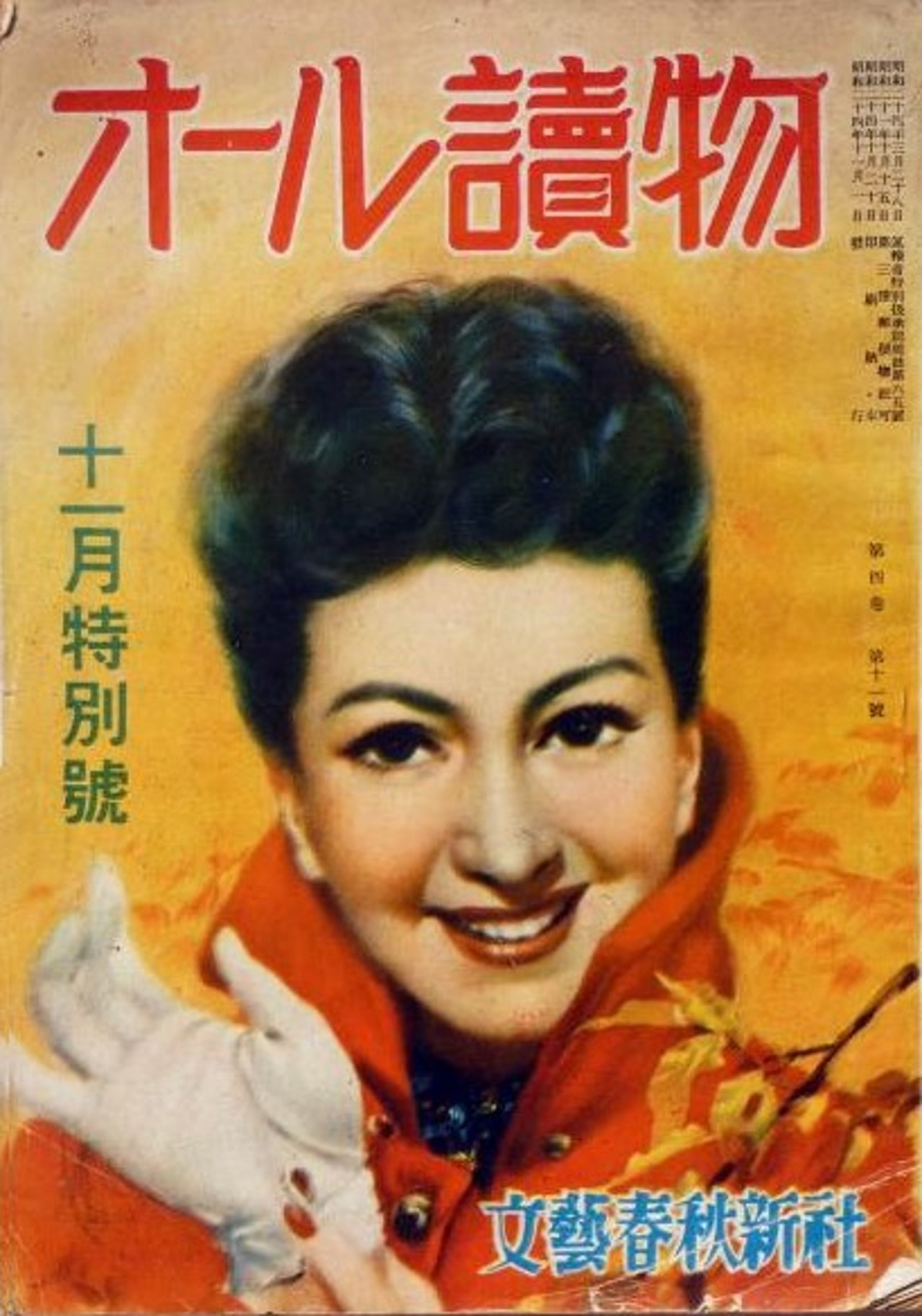
Ein Titelblatt (vor 1946)

Ōru yomimono (japanisch オール讀物 dt. etwa „Alles zum Lesen“) ist ein seit 1931 erscheinendes japanisches Literaturmagazin.

## Übersicht
Ōru yomimono ist ein monatliches Magazin für Romanliteratur das seit April 1931 erscheint. Das Magazin, das meist leicht lesbare Romanliteratur publiziert, hat zur Verbreitung dieses Typs „Chūkan shosetsu“ (中間小説)wesentlich beigetragen.
Yu den Autoren gehören neben den unten aufgeführten Shirai Kyōji, Kawaguchi Matsutarō und Ikenami Shōtarō. Beispielhaft für den Stil des Magazins vor und nach dem Zweiten Weltkrieg ist die Detektivgeschichte von Nomura Kodō, die unter dem Titel „Zenigata Heiji torimono-hikae“ (銭形平次 捕物控) in Fortsetzungen von 1931 bis 1958 abgedruckt wurde.

## Autoren (Auswahl)
- Inoue Yasushi „Asunaru monogatari“ (あすなろ物語) 1953
- Matsumoto Seichō „Mushokunin betsuchō“ (無宿人別帳) – „Notizen eines Obdachlosen“ 1957 bis 1958
- Yamamoto Shūgorō „Akahige shinryōtan“ (赤ひげ診療譚) – „Seltsame Geschichte eines Rotbarts“ 1958 bis 1959
- Shiba Ryōtarō „Yoshitsune“ (義経) – „Yoshitsune“ (Minamoto no Yoshitsune) 1966 bis 1968
- Ikenami Shōtarō „Oni heihankachō“ (鬼平犯科帳) 1967 bis 1989
- Keigo Higashino „Tantei Garireo“ (探偵ガリレオ) – „Detektiv Galileo“ 1996 bis 1997
  - „Yochimu“ (予知夢) – „Vorauswissender Traum“ 1999 bis 2000
  - „Yōgisha X no kenshin“ (容疑者Xの献身) – „Aufopferung des verächtigen X“ 2003 bis 2004
  - „Seijo no kyūsai“ (聖女の救済) – „Rettung einer Heiligen“ 2006 bis 2007
- Jirō Asada „Wachigaiya itosato“ (輪違屋糸里) 2002 bis 2004
- Yumie Hiraiwa „Shin Onyado kawasemi“ (新・御宿かわせみ) 2007 bis 2008
- Tow Ubukata „Kenjūsho“ (剣樹抄) 2017 bis 2018